# Hokki brun

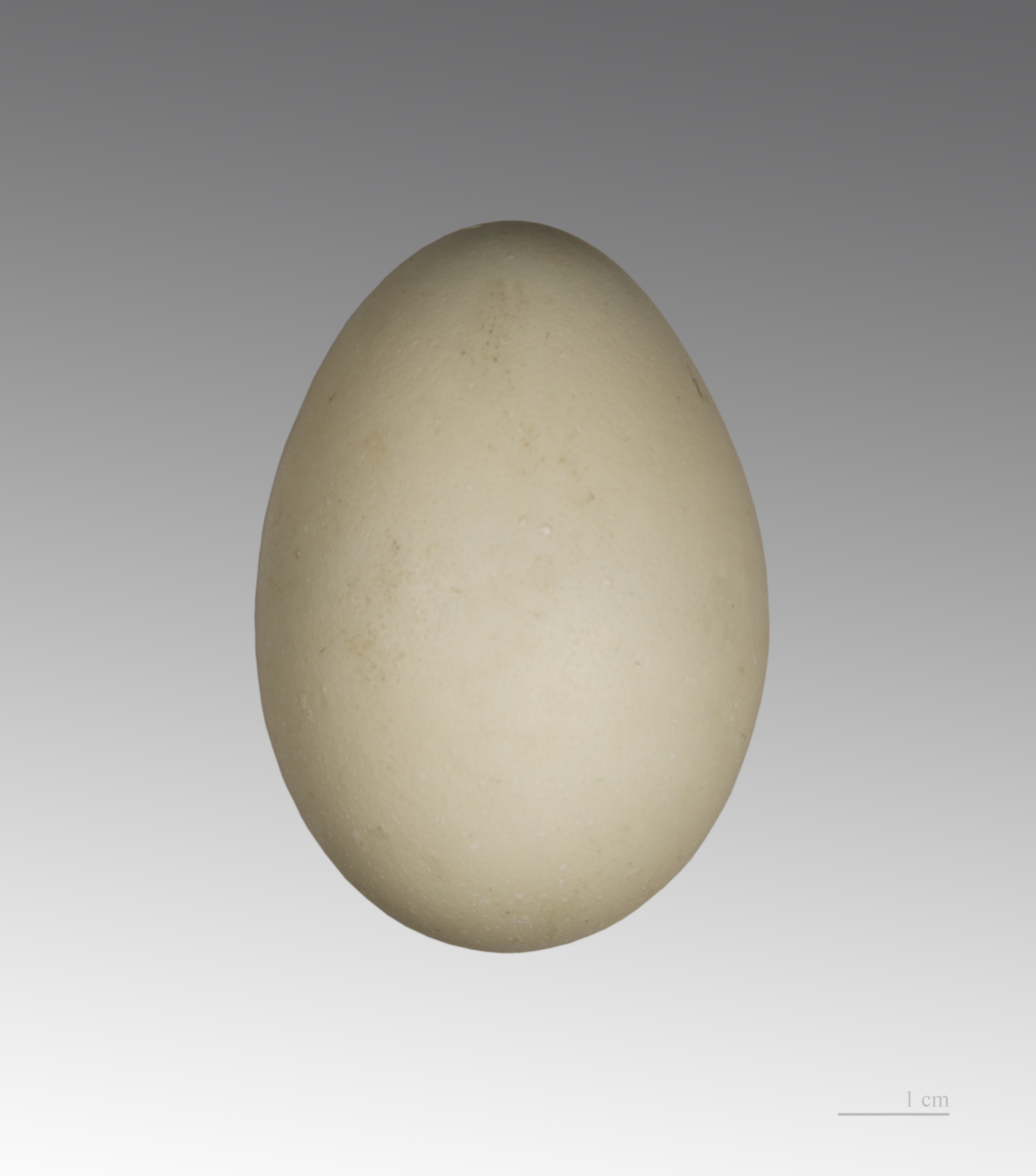
Crossoptilon mantchuricum - Muséum de Toulouse

Crossoptilon mantchuricum
Espèce
Statut de conservation UICN

 VU C2a(i) : Vulnérable
Statut CITES
Le Hokki brun (Crossoptilon mantchuricum) est une espèce d'oiseaux de la famille des Phasianidae. 

## Distribution
Nord-est de la Chine en distribution très fragmentée. Présent seulement autour du mont Luliang, dans le Houpei, à l’ouest de Pékin et dans le Chansi.

## Habitat
Le hokki brun affectionne les forêts subalpines de bouleaux, de chênes et de pins entre 1800 et 3500 m d’altitude, ces arbres rabougris atteignant rarement 5 m de hauteur. En été, il peut atteindre la limite supérieure des arbres mais descend à plus basse altitude en hiver.

## Alimentation
Les variations saisonnières jouent un rôle important dans son alimentation. Au printemps, il consomme de jeunes feuilles, des tiges et des racines ; en été, il prélève des fleurs, des feuilles succulentes, des pousses et quelques invertébrés. En automne, il mange des feuilles, des baies et des fruits puis, en hiver, il se rabat sur les graines, les racines et les larves d’insectes (Hennache & Ottaviani 2006).

## Comportement non social
Les hokis bruns sont sédentaires, n’effectuant que de faibles déplacements d’altitudes saisonniers. Ainsi, en hiver ils visitent les versants ensoleillés de basse altitude dotés d’un couvert végétal leur fournissant une nourriture suffisante. En période de reproduction, ils gagnent les forêts d’altitude à sous-bois clair où ils pourront également se nourrir et nicher. Puis les parents conduisent les jeunes encore plus haut sur les pentes rocheuses et dans les épaisses broussailles où les insectes sont abondants (Zhang 1998).

## Comportement social
D’après Li et Liu (1993), de fin-juillet à fin-octobre, quand la saison de reproduction est terminée et les jeunes émancipés, et de fin-octobre à fin-février, en automne et en hiver, ils forment des groupes de 10 à 30 individus qui fréquentent les buissons et les plantes herbacées des versants ouverts des montagnes. Les rassemblements diurnes varient en nombre et en durée mais l’observation de plus d’une centaine de sujets le 26 décembre 1982 dans la région de Xiaowutai constitue l’une des troupes les plus importantes relevées chez cette espèce. De début-mars à mi-avril, ils se scindent en couples. Il semble bien que la cohésion du couple existe déjà au sein de la troupe hivernale et qu’elle se manifeste différemment en période nuptiale. Il est aussi probable que lorsque le groupe hivernal se dissout, les jeunes non appariés se séparent et se mettent à la recherche d’une partenaire, ce qui occasionnerait les combats. Les hokis bruns sont très territoriaux, la surface d’un
territoire variant au printemps entre deux et sept hectares, mais diminuant au fur et à mesure que la saison d’élevage avance.

## Parade nuptiale
Le picotage est la première phase de la parade nuptiale ; le mâle se fige alors devant la nourriture tout en appelant la femelle, ou bien la saisit et la dépose devant elle. En parade latérale, le mâle déploie ses caroncules rouges, abaisse l’aile du côté de la femelle, gonfle les sus-caudales et déploie la queue. Ainsi paré, il baisse la tête contre sa poitrine, penche le corps en avant et oriente la queue vers sa partenaire. L’accouplement peut alors survenir après une brève course-poursuite ou directement après une posture d’invitation de la part de la femelle qui s’aplatit au sol tout en agitant la tête d’avant en arrière.

## Nidification
Le site de nidification se trouve généralement au sol dans le sous-bois d’une forêt de feuillus de montagne. Zhang Zheng-wang a observé une femelle nichant sous un rocher qui procure ombre et abri. Ce rocher, abondamment recouvert de lichen, était entouré de petites touffes d’herbes, de jeunes arbrisseaux et de rameaux secs épars. Parfois, le nid est une simple dépression dans le sol, sous un arbuste ou un buisson, tapissée de quelques feuilles mortes et autres fibres végétales (Hennache & Ottaviani 2006).

## Statut, conservation
Les populations actuelles sont stables et même en légère augmentation dans les zones protégées. Il ne faut toutefois pas oublier qu’elles décroissent hors des réserves en raison de la déforestation, du braconnage et de la collecte des œufs, cette dernière réalisée par les fermiers recherchant plantes médicinales et champignons pendant la saison de reproduction des hokis bruns. Dans la réserve naturelle de Pangquangou, Zhang a estimé que la collecte des œufs représentait 60 % de la destruction des nids. La protection du hoki brun nécessite aujourd’hui la création de nouvelles réserves, les trois existantes ne représentant que 5 % de la distribution totale (Hennache & Ottaviani 2006).
Zhang et al. (2003) proposent Wulushan dans le sud de Chansi, Huanglongshan dans la province de Chansi et la montagne Dongling à Beijing. Ils proposent aussi d’impliquer les populations locales dans la conservation de l’espèce. Ceci a déjà été amorcé par le passé puisque depuis 1980 une sensibilisation à la protection du hoki brun et de son habitat entre dans le cadre du programme scolaire. Des clubs « nature » et des sorties sur le terrain sont organisés pour les étudiants, les chercheurs ou les simples amateurs d’oiseaux. Pour parachever cette action pédagogique, des posters, calendriers, brochures, films, photos, revues, illustrations et autres démonstrations sont proposés au public. Des émissions à la
radio et à la télévision, des rencontres dans des muséums d’histoire naturelle ou dans des parcs zoologiques complètent ce volet pédagogique (Zhang et al. 2003).